# حزب الماريجوانا (كندا)
حزب الماريجوانا ((بالفرنسية: Parti Marijuana)‏ هو حزب سياسي فدرالي كندي، تركز أجندة عمله على إنهاء حظر القنب. وبخلاف هذه القضية، لا يوجد للحزب سياسات رسمية أخرى، مما يعني أن مرشحي الحزب أحرار في التعبير عن أي آراء بشأن جميع القضايا السياسية الأخرى. أدى صدور قانون قانون القنب ‏ في يونيو 2018 إلى تقنين القنب في 17 أكتوبر 2018.
يظهر المرشحون في صناديق الاقتراع تحت مسمى «راديكالي الماريجوانا» ووضعهم القانوني يشابه وضع المرشحين المستقلين. على الرغم من أن حزب الماريجوانا يحكمه قانون الانتخابات الكندية، إلا أنه حزب «لامركزي»، بدون لوائح أو ميثاق أو دستور يحكم عملياته.و جمع الدوائر الانتخابية التابعة لها هي وحدات مستقلة للحزب ككل.

## التاريخ
أسس مارك بوريس سانت موريس الحزب في فبراير 2000. في الانتخابات الاتحادية نوفمبر 2000، رشح الحزب مرشحيه في 73 دائرة انتخابية في سبع محافظات وفاز بـ 66419 صوت (0.52٪ من التصويت الشعبي الوطني).
في يناير ومايو من عام 2004، تم إجراء تغييرات على القوانين الانتخابية في كندا والتي قللت بشكل كبير من قدرات جمع التبرعات لحزب الماريجوانا؛ على وجه التحديد، تم تعديل قانون الانتخابات بحيث تم تجريم معظم نظام ائتمان ضريبة المساهمة السياسية لحزب الماريجوانا. وكانت نتيجة هذه التغييرات انخفاض كبير للغاية في تمويل الحزب بنسبة 95 ٪. اعتبارًا من عام 2004، كانت الأحزاب التي حصلت على أكثر من 2 في المائة من الأصوات الوطنية مؤهلة لتلقي دولارين في السنة لكل صوت تملكه، بالإضافة إلى استرداد غالبية نفقات الانتخابات. لا تتأهل الأحزاب الصغيرة غير القادرة على تأمين 2 في المائة من الأصوات للحصول على أي دعم من الأصوات أو لنفقات الانتخابات. في الانتخابات الفيدرالية في يونيو 2004، رشح الحزب 71 مرشحًا، لكنه فاز بـ 33,590 صوتًا فقط (0.25٪ من الأصوات الشعبية الوطنية).
في 28 فبراير 2005، أعلن المؤسس سانت موريس عن نيته للانضمام إلى الحزب الليبرالي من أجل العمل على أصدار قوانين تقنن الماريجوانا من داخل الحزب الحاكم. انضم عدد كبير من أعضاء حزب الماريجوانا السابقين إلى أحد الأحزاب السياسية الرئيسية (الحزب الوطني الديمقراطي،  ليبرالي، محافظ، أو أخضر) من أجل الدفع باتجاه الإصلاح من الداخل. في عام 2005، أقرت انتخابات كندا اسم بلير ت. لونغلي ‏ كزعيم جديد للحزب في أعقاب استقالة سانت موريس.
في الانتخابات الفيدرالية التي جرت في كانون الثاني (يناير) 2006 ‏، رشح الحزب أعضاء له لملئ 23 مقعد وحصل على 9,275 صوتًا (0.06٪ من الأصوات الشعبية الوطنية). في تصفيات نونافوت، حصل مرشح الحزب على 7.88٪ من جميع الأصوات التي تم الإدلاء بها وحل في المركز الرابع، متقدماً على الخضر.

## نتائج الانتخابات
| انتخاب | عدد المرشحين المرشحين | # من مجموع الأصوات | ٪ من الأصوات الشعبية | ٪ في التخفيضات تشغيل في |
| ------ | --------------------- | ------------------ | -------------------- | ----------------------- |
| 2000   | 73                    | 66310              | 0.52٪                | 1.98٪                   |
| 2004   | 71                    | 33497              | 0.25٪                | 1.02٪                   |
| 2006   | 23                    | 9275               | 0.06٪                | 0.82٪                   |
| 2008   | 8                     | 2319               | 0.02٪                | 1.00٪                   |
| 2011   | 5                     | 1756               | 0.01٪                | 0.69٪                   |
| 2015   | 8                     | 1,626              | 0.01٪                | يحدد لاحقا              |

## قادة
- مارك بوريس سانت موريس (2000-2004)
- بلير لونغلي  [لغات أخرى]‏ (2004 حتى الآن)

## الأحزاب الإقليمية
وبالإضافة إلى حزب بلوك بوت في كيبيك، حزب الماريجوانا لديه العديد من النظراء في المقاطعات، وأبرزها، وحزب كولومبيا البريطانية للماريجوانا والذي حصل على أكثر من 3٪ من الاصوات في انتخابات مجالس المحافظات 2001، وحزب نوفا سكوتيا للماريجوانا.. يعمل بلوك بوت وحزب الماريجوانا الفيدراليان معًا؛ ومع ذلك، لا يعمل حزب كولومبيا البريطانية للماريجوانا وحزب الماريجوانا الفيدرالي معًا، حيث قرر حزب كولومبيا البريطانية للماريجوانا توجيه ناشطيه للانضمام إلى الأحزاب السياسية الرئيسية.

## روابط خارجية
- الموقع الرسمي
- حزب الماريجوانا - الأحزاب السياسية الكندية ومجموعات المصالح السياسية - أرشيف الويب الذي أنشأته مكتبات جامعة تورنتو